# Puy du Fou España
Puy du Fou España est un parc à thèmes espagnol situé à Tolède, dans la communauté autonome de Castille-La Manche. Ouvert en 2021, il regroupe le parc et le spectacle nocturne El Sueño de Toledo, créé quant à lui en 2019. Il est dirigé par Erwan de la Villéon et fait partie du groupe français Puy du Fou.

## Historique
Début 2017, Nicolas de Villiers, président du Puy du Fou, annonce le projet de la création pour 2020 d'un premier parc situé en dehors de la France, dans la région de Tolède, en Espagne. Si Philippe de Villiers déclare qu'il s'agit d'un « choix du cœur », des raisons économiques ont aussi poussé les fondateurs à choisir ce lieu plutôt que la Toscane ou Salzbourg : facilitation des démarches administratives, accès rapide grâce à une nouvelle autoroute,.
La construction commence en janvier 2019. L'entreprise ISP Audio & Light participe à la réalisation des spectacles. Un lac artificiel de 4 000 m2 est aménagé. Les costumes sont dessinés par Olivier Bériot et fabriqués par l'entreprise spécialisée Sastreria Cornejo (en). Les artistes sont employés par le parc, il ne s'agit pas de bénévoles comme pour la Cinéscénie en France.
Le 30 août 2019 a lieu la première représentation du spectacle nocturne El Sueño de Toledo,,. L'espoir en termes de fréquentation est de 60 000 spectateurs. En fin de saison, ils sont finalement 72 000 à s'y être rendu. Selon Le Monde, à l'instar de la version française, il s'agit d' « exalter un roman national », celui de l'Espagne, et non de se tenir à une « rigueur historique » ; si la représentation se termine par un message d'espoir, le journal relève que le franquisme et la guerre d'Espagne sont « évacués ».
En 2020, le spectacle nocturne El Sueño de Toledo accueille plusieurs nouveautés, comme le Palais du Roi Al-Mamun, 500 nouveaux costumes, ou encore 15 nouveaux chevaux espagnols, s'ajoutant aux 35 déjà présents. Malgré les restrictions sanitaires dû à la pandémie de Covid 19, le spectacle nocturne El Sueño de Toledo arrive à dépasser au total les 120 000 spectateurs en deux ans de représentations.
Le parc de loisirs est inauguré le 27 mars 2021,. Il comprend quatre grands spectacles diurnes, quatre villages historiques, et deux animations. Cette même année, la tribune d'El Sueño de Toledo est agrandie de 1 000 places, portant sa capacité à 5 000 places. Une animation supplémentaire est créée durant la saison 2021, El Vagar de los Siglos, durant lequel des personnages anonymes racontent leur expérience d'un événement de l'histoire espagnole. Les responsables du parc déclarent espèrent atteindre un million de visiteurs en 2021, 1,2 million à l'horizon 2022-2023, 1,5 million en 2025 et 2 millions en 2028. À la fin de la saison, la fréquentation se chiffre à 600 000 et le parc reçoit plusieurs prix. 
En 2022, le parc ouvre également lors de la saison hivernale. La tribune du spectacle nocturne est agrandie de 1 000 places, et le nombre de représentations augmente de 20%. Le parc a comme ambition en 2022 de dépasser les 750 000 visiteurs. À la fin de la saison, la fréquentation se chiffre à 900 000 visiteurs pour le parc et le spectacle nocturne.
En 2023, le parc accueille un nouveau spectacle diurne, El misterio de Sorbaces. À la fin de la saison, la fréquentation se chiffre à 1,1 million de visiteurs pour le parc et le spectacle nocturne.
En 2024, le spectacle nocturne augmente encore la capacité de sa tribune de 1 000 places, la portant au total à 7 000. Le parc a comme ambition en 2024 d'atteindre les 1,3 million de visiteurs. Contrairement à ce que les responsables du parc avaient initialement promis, c'est-à-dire de ne pas développer d’activités hôtelières dans le parc, le PDG annonce son intention d'ouvrir 3 hôtels dans les années à venir. La fréquentation se chiffre finalement à 1,5 million de visiteurs pour le parc et le spectacle nocturne.

## Spectacles
Les spectacles diurnes,, :
- A Pluma y Espada (1 800 places) : représentation de cape et d'épée autour de la vie du dramaturge et poète Lope de Vega[16],[32]
- El Tambor de la Libertad (3 016 places) : spectacle en plein air basé sur la légende Tambor del Bruch (es) qui aurait eu lieu durant la guerre d'indépendance espagnole (1808 - 1814) avec la résistance contre l'avancée des troupes de Napoléon Ier[33],[34].
- El Último Cantar[14] (2 050 places) : l'histoire de Rodrigo Díaz de Vivar, le chevalier mercenaire chrétien espagnol — surnommé Le Cid — héros du Cantar de mio Cid.
- Cetrería de Reyes (2 500 places) : joute aérienne entre Abd al-Rahman III, le fondateur du Califat de Cordoue, et le comte Ferdinand González avec des centaines de rapaces[35].
- El misterio de Sorbaces (3 000 places) : joute équestre aux temps des Wisigoths, avec le roi Recaredo[36].
- Allende La Mar Océana[16] (parcours scénique) : simulation de traversée à bord de la caravelle Santa María de Christophe Colomb.

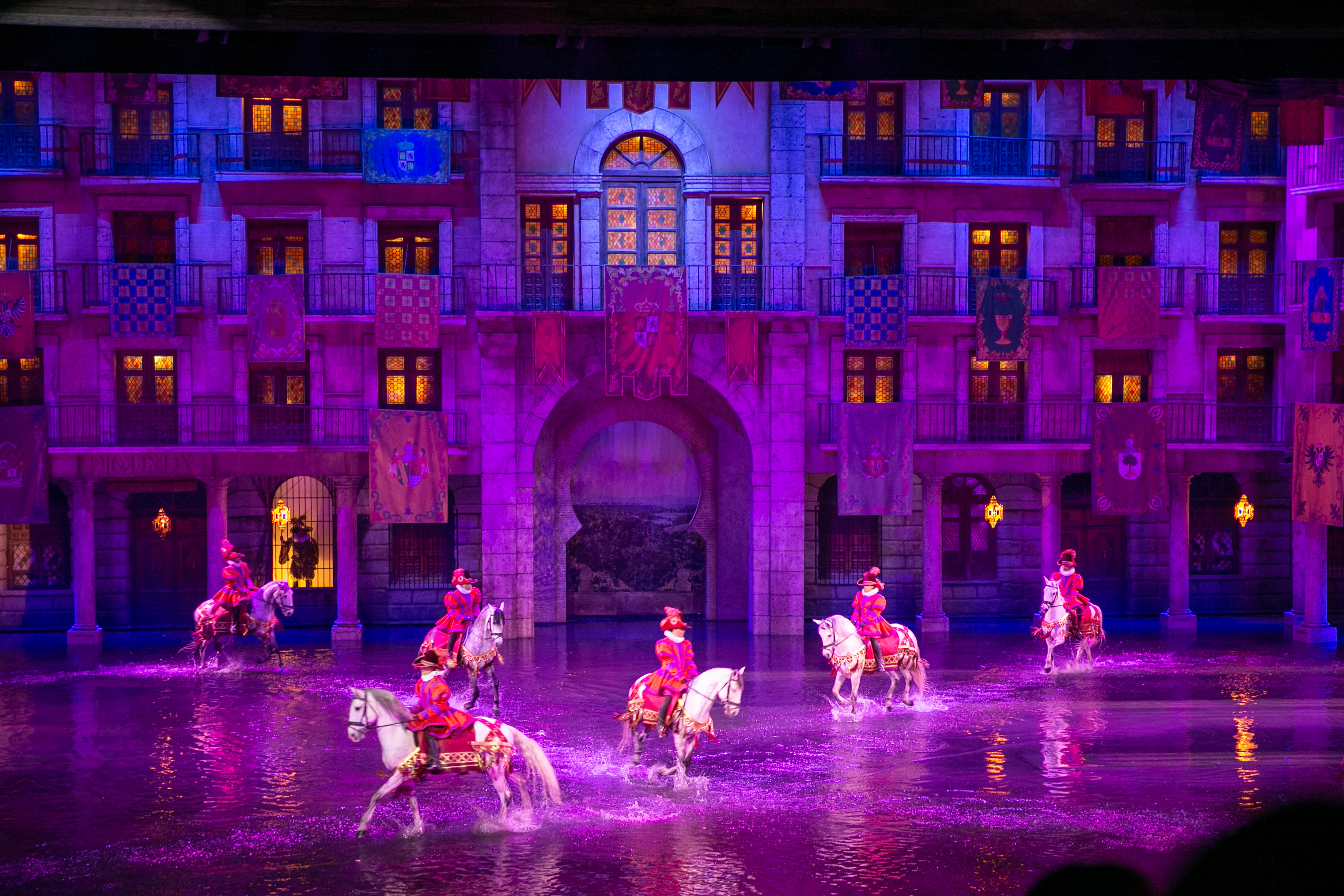
A Pluma y Espada
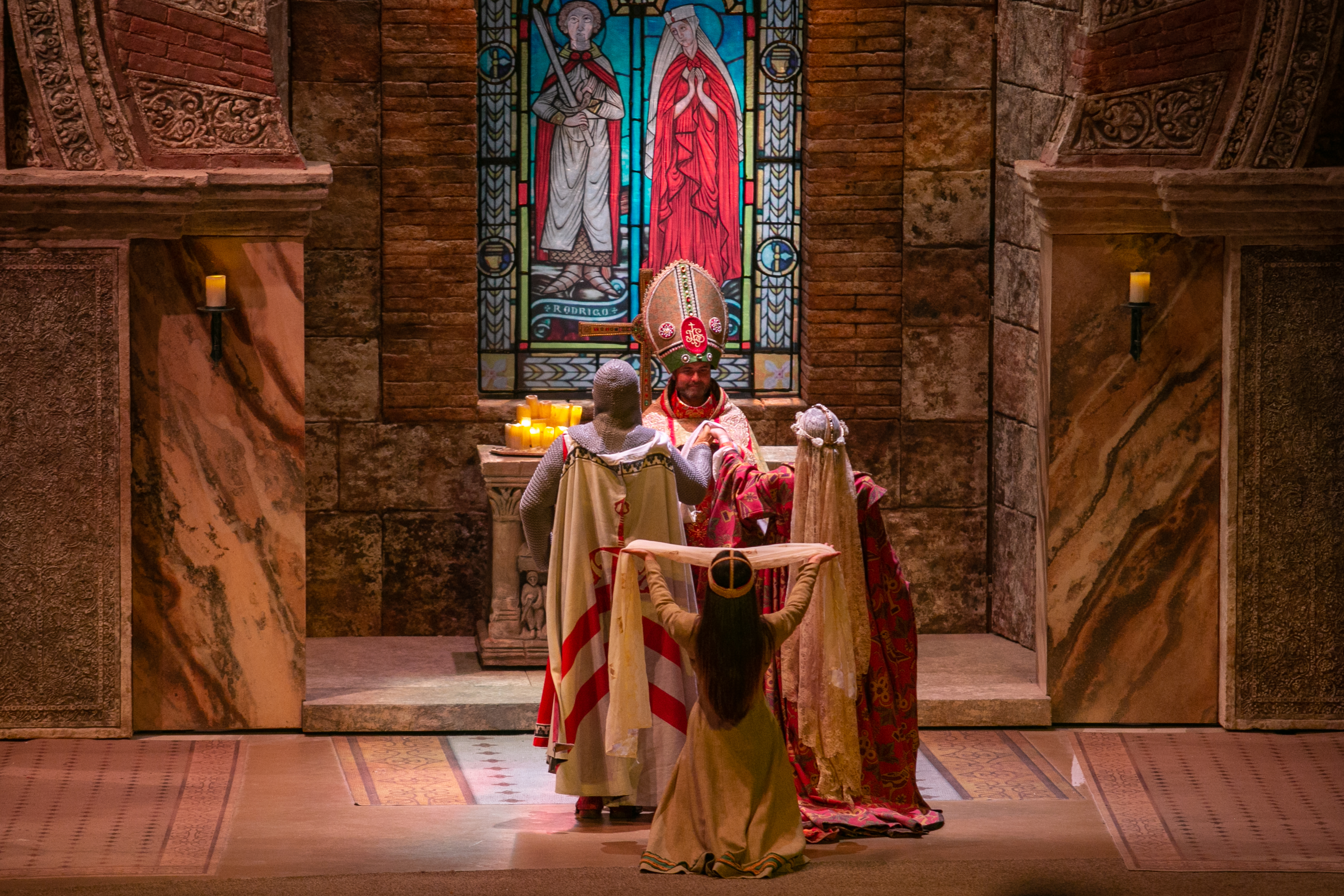
Scène d'El Último Cantar.
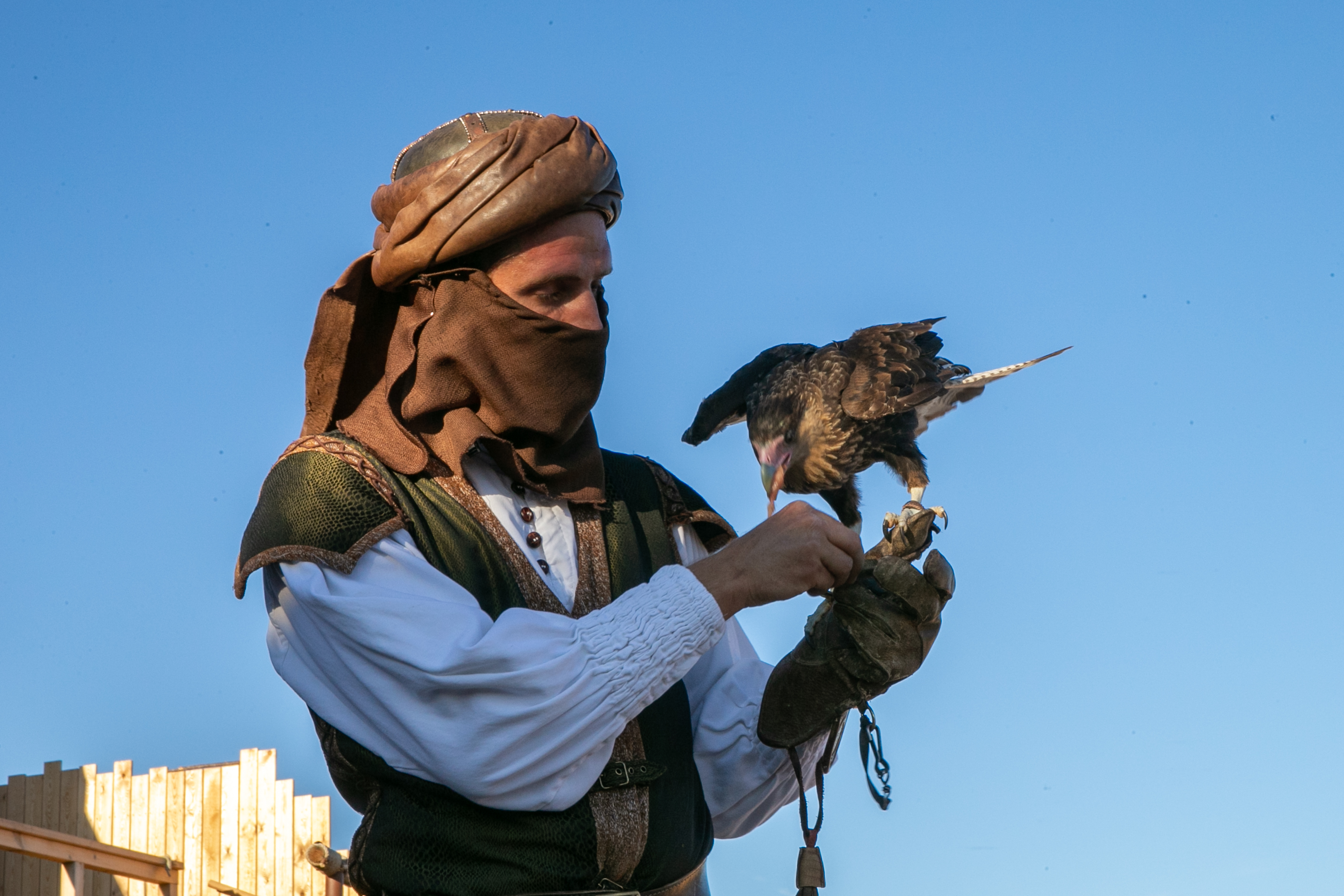
Fauconnier du spectacle Cetrería de Reyes.

Le spectacle nocturne :
- El Sueño de Toledo[37] (7 000 places) : spectacle de 70 minutes présentant 1 500 ans d'histoire romancée de l'Espagne, de la conversion religieuse de Récarède Ier à la bataille de Las Navas de Tolosa, en passant par la découverte de l'Amérique et l'arrivée du chemin de fer[38]. La représentation des 200 acteurs se déroule sur cinq hectares[39].

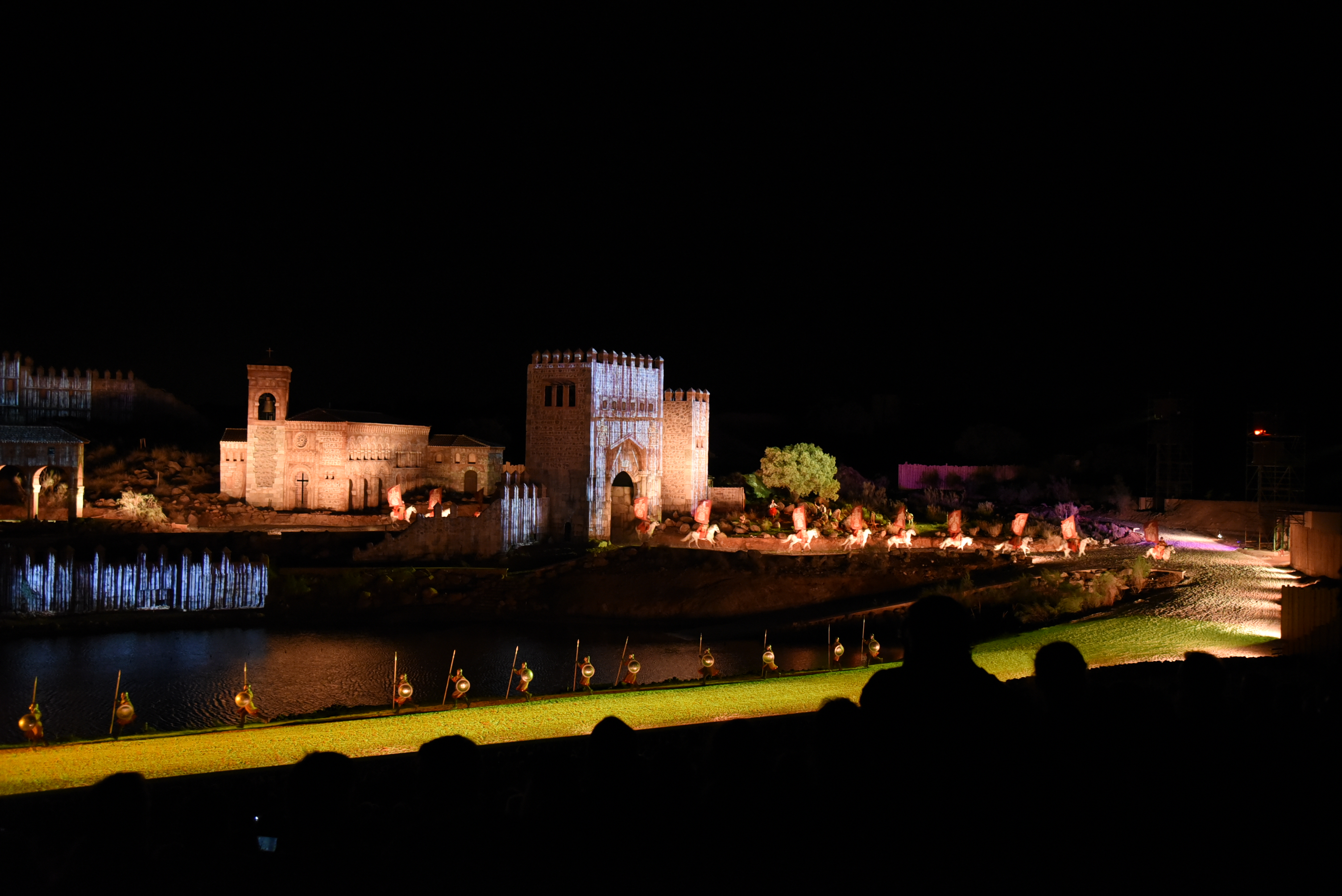
Grande scène du spectacle nocturne.
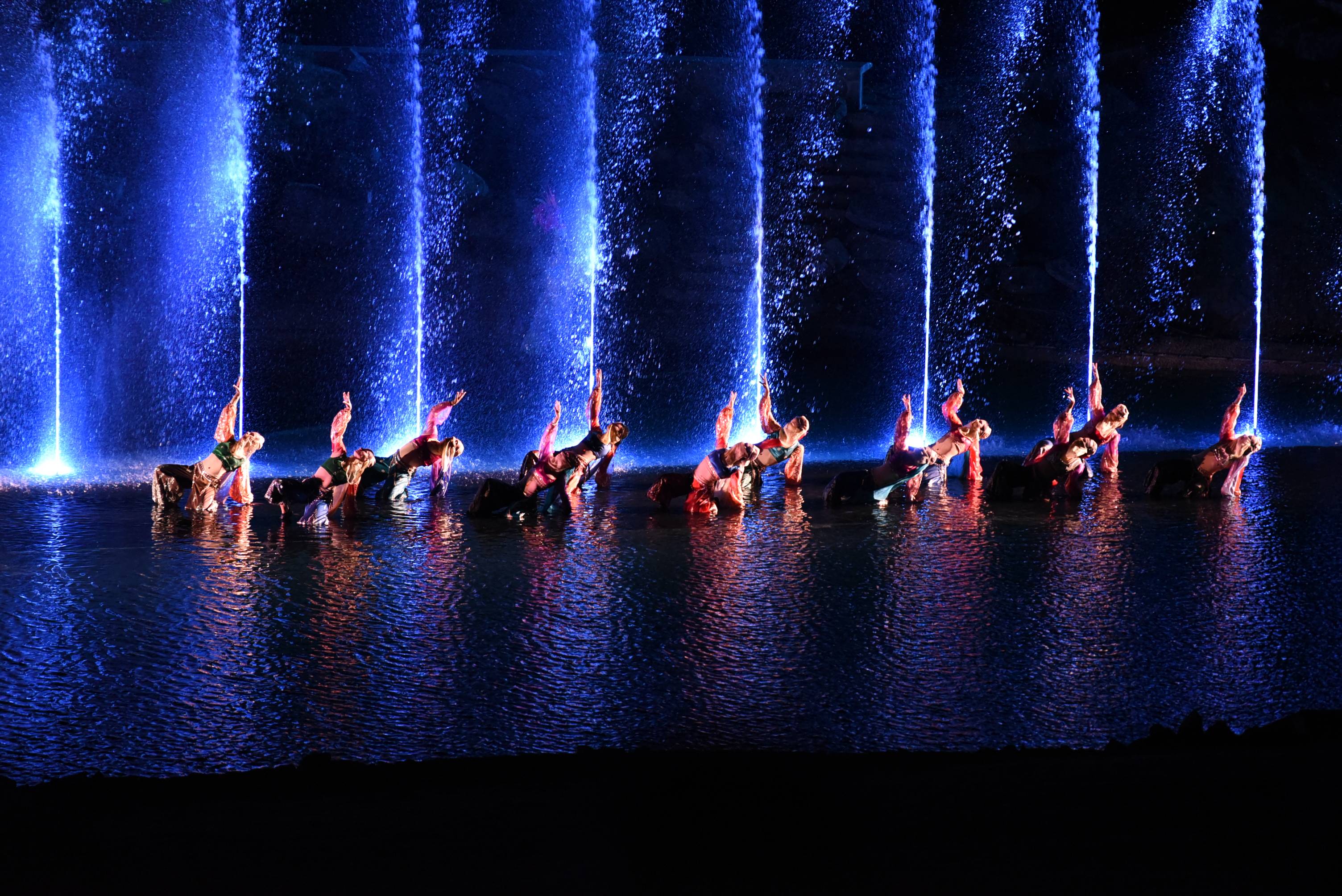
Numéro de danse sur le lac.
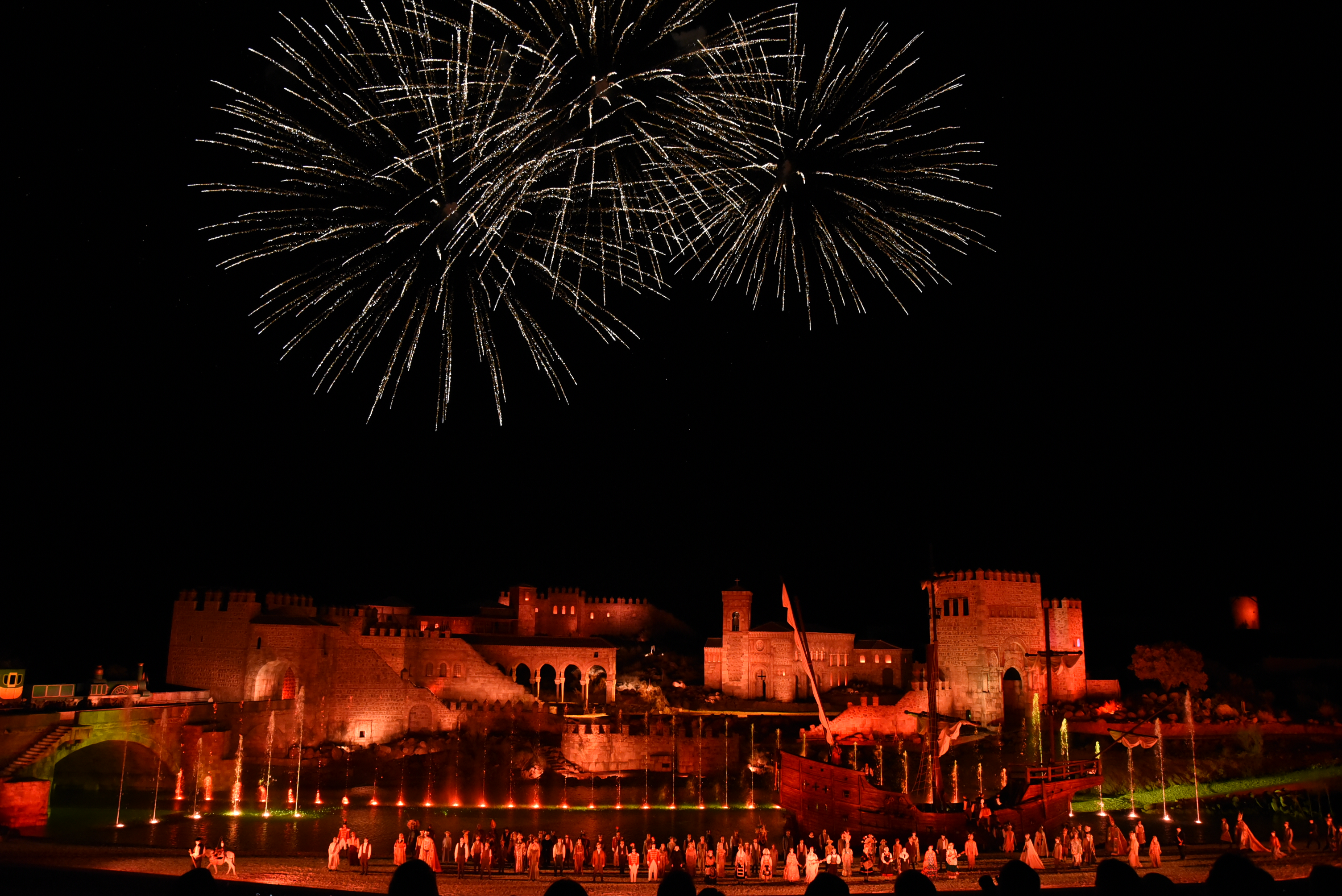
Scène finale du spectacle nocturne.

Le spectacle nocturne El Sueño de Toledo et les spectacles diurnes nécessitent un ticket distinct. Cependant il existe un combiné El Sueño de Toledo + parc Puy du Fou España.

## Infrastructures et environnement

### Villages d'époque
Les villages d'époque sont : 
- El Arrabal : marché médiéval célébrant la gastronomie espagnole devant la Puerta del Sol.
- La Puebla Real : village du XIIIe siècle situé au pied du Castillo de Vivar, le château qui accueille le spectacle El Último Cantar.
- La Venta de Isidro : ferme du XVIIIe siècle.
- El Askar Andalusí : campement des Maures du Xe siècle dans lequel chaque tente abrite des artisans d'art et des restaurants.

### Technologies et effets des spectacles
Les spectacles du parc espagnol reproduisent certains des effets et technologies utilisés par le parc original français Puy du Fou.
- El Último Cantar (2021) : une tribune qui tourne à 360°, semblable au spectacle Le Dernier Panache[41].

- A Pluma y Espada (2021) : une scène qui se remplit d'eau, comme dans Mousquetaire de Richelieu[42].
- Cetrería de Reyes (2021): des centaines d'oiseaux survolent les spectateurs, similaire au spectacle Le Bal des Oiseaux Fantômes[41].

- Allende la Mar Océana (2021): un spectacle immersif qui emmène le visiteur à l'intérieur d'un navire, comme dans Le Mystère de la Pérouse[42].

- El Misterio de Sorbaces (2023): acrobaties équestres et décors changeants, proche du spectacle Le Secret de la Lance[43].

### Animaux
Le parc espagnol compte plus de 300 animaux, dont 200 oiseaux qui participent au spectacle Cetrería de Reyes (faucons, grues, hiboux, aigles, etc.).

## Fréquentation
À compter de la saison 2021, les chiffres de fréquentation prennent en compte le cumul des entrées du spectacle nocturne avec celles du parc.
| Années       | 2019   | 2020      |
| ------------ | ------ | --------- |
| Nombre       | 72 000 | 48 000    |
| Augmentation |        | - 33,33 % |

| Années       | 2021    | 2022    | 2023      | 2024      |
| ------------ | ------- | ------- | --------- | --------- |
| Nombre       | 600 000 | 900 000 | 1 100 000 | 1 500 000 |
| Augmentation | +1150 % | +50 %   | +22,22 %  | +36,36%   |